# فاطمه همتی
فاطمه همتی (متولد ۲۹ اردیبهشت ۱۳۸۲) ورزشکار رشته پاراتیراندازی با کمان و عضو تیم ملی پاراتیراندازی ایران می‌باشد.فاطمه اهل تبریز است.  وی در بازی‌های پارالمپیک تابستانی ۲۰۲۴ پاریس، در رشته پاراتیراندازی با کمان در ماده کامپوند انفرادی زنان و کامپوند تیمی میکس توانست به مدال نقره دست یابد.